# Jakob Sørensen
Jakob Lungi Sørensen (Esbjerg, 3 marzo 1998) è un calciatore danese, centrocampista del Brann.

## Caratteristiche tecniche
È un centrocampista difensivo.

## Carriera

### Club
Cresciuto nel settore giovanile dell'Esbjerg, ha esordito in prima squadra il 1º dicembre 2016 disputando l'incontro di Superligaen vinto 1-0 contro l'Odense.
Il 7 luglio 2025 è stato ufficializzato il suo passaggio ai norvegesi del Brann: ha firmato un contratto valido fino al 31 dicembre 2028, valido a partire dall'11 luglio seguente, data di riapertura del calciomercato locale. Ha scelto di vestire la maglia numero 18.

### Nazionale
Ha giocato nelle nazionali giovanili danesi Under-18, Under-20 ed Under-21.

## Palmarès

### Club

#### Competizioni nazionali
- Campionato inglese di seconda divisione: 1

Norwich City: 2020-2021